# Tinnura
Tinnura es un municipio situado en el territorio de la Provincia de Oristán, en Cerdeña (Italia). Tiene 272 habitantes de la provincia de Oristán.

## Demografía
| Gráfica de evolución demográfica de Tinnura entre 1861 y 2001 |
|                                                               |
| Fuente ISTAT - elaboración gráfica de Wikipedia               |